# 중국건축공정총공사
중국건축공정총공사(중국어: 中国建筑工程总公司)는 중국의 국영 건설 회사이다. 수익에 의해 세계에서 가장 큰 건설 회사로서 2020년 기준 해외 판매 측면에서 8번째로 큰 종합 계약자다. 중국 및 해외 지역에서 주택건설, 인프라 건설 및 투자, 공공 프로젝트 기획 및 설계 등을 하는 국영 건설기업이다. 현재 15만여 명의 직원을 두고 있다.

## 위치
베이징

## 설립일
1957년 국영기업으로 설립되었다. 초기에는 자국과 아시아, 아프리카, 중동에서 중공업과 사회 간접 자본 건설에 참여했다. 최초의 국외 지사는 1970년대 말 쿠웨이트에 설립되었다. 1985년에는 미국 시장에 진출했다. 2020년 8월, 미국 국방부는 중국건축공정총공사를 중국 인민해방군과 직접, 간접적으로 연관이 있는 기업 중 하나로 보고했다. 같은해 11월, 도널드 트럼프 대통령은 미국인이나 기업들이 인민해방군과 연결이 있는 기업의 주식을 보유하는 것을 금지하는 행정 명령을 발표했다.

## 역사
1957년 국영기업으로 설립되어 초기에는 아시아, 아프리카, 중동에서 중공업과 사회 간접 자본 건설에 참여했다.

## 총자산
약 1조 749억 위안(2015년 기준)

## 매출액
약 8805억 위안(2015년 기준)

## 업적
중국뿐만 아니라 해외에서 국제공항, 고속도로, 초고층빌딩, 수자원 댐 건설, 주택 등의 대형 프로젝트들을 성공적으로 끝마쳤다.

## 현재
나이지리아에서 최대 건설 업체로 30년 이상 도로, 교량, 철도 등 인프라 건설 프로젝트를 진행하고 있다.

## 분류
중국건축공정총공사는 5개의 부문과 12개의 사업 영역으로 나누어졌다. 주요 부문은 계획과 설계, 프로젝트 개발, 장비 리스, 무역, 건설과 시설 관리이다.